# معاملة المثليين في النرويج

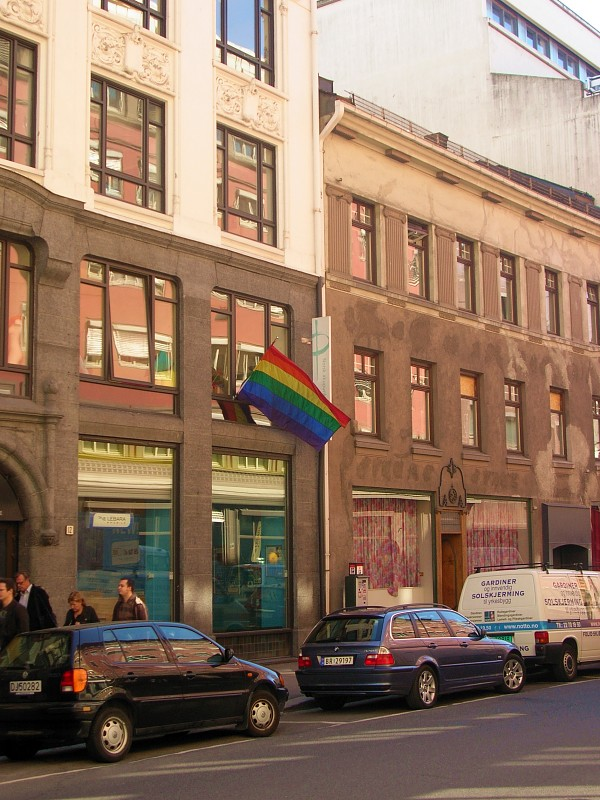
علم المثلية مرفوعاً في النرويج

تعد النرويج كمعظم أنحاء إسكندنافيا متقدمة ومتحررة للغاية فيما يخص حقوق المثليات والمثليين ومزدوجي التوجه الجنسي والمتحولين جنسياً (اختصاراً: LGBT). كانت النرويج من أولى بلدان العالم التي سنَّت قانوناً مناهضاً للتمييز تضمن صراحةً التمييز على أساس التوجه الجنسي كأحد الأسس القانونية المحظورة حيث صدر هذا القانون عام 1981. كان كل من الزواج المثلي وحقوق التبني واللجوء إلى الإنجاب بأطفال الأنابيب أو العلاجات الإخصابية للشريكات المثليات قانونية في البلاد منذ عام 2009. أصبحت النرويج في عام 2016 رابع بلد أوروبيّ يسن قانوناً يكفل للمتحولين جنسياً حق تغيير جنسهم القانوني دون شروط مسبقة وفقط بناءً على التحديد الذاتي الذي يتخذه الفرد.

## قانونية النشاط الجنسي المثلي
قامت النرويج بإلغاء تجريم النشاط الجنسي المثلي قانونياً في النرويج منذ عام 1972. وتمت حينها أيضاً المساواة في السن القانونية للنشاط الجنسي بغض النظر عن الهوية الجنسية أو جندر الفرد عند سن 16 عاماً.

## الاعتراف القانوني بالعلاقات المثلية
أصبحت النرويج تعترف بالزواج المحايد جنسياً قانونياً منذ 1 يناير عام 2009.
قدمَ عضوان برلمانيان عن الحزب الاشتراكي اليساري مشروع قانون بتاريخ 18 نوفمبر عام 2004 هدفَ لإلغاءِ قوانين الاتحادات المدنية الحالية وجعل قوانين الزواج بين الأفراد محايدة جنسياً. سُحِبت المبادرة واُستعيض عنها بطلب يلتمس من مجلس الوزراء إجراء تحقيق إضافي بخصوص هذا الشأن. لم يقم مجلس الوزراء الذي كان مُحافظاً آنذاك بالنظر في الأمر. ولكن أعلن رئيس الوزراء ينس ستولتنبرغ خلال ثاني مجلس وزراء شكله في التحالف الحاكم عن قانون زواج موحد وشائع ممثلاً بذلك جزءاً من وثيقته التأسيسية والمعروفة باسم «تصريح سوريا موريا». وأُفتتحت جلسة استماع عمومية بخصوص القانون المقترح يوم 16 مايو عام 2007.
نقلت الأسوشيتد برس بتاريخ 29 مايو عام 2008 عن إعلان حزبين من أحزاب المعارضة النرويجية عن تأيدهما لمشروع القرار الجديد، وهو ما ضمِن إقرار البرلمان لمشروع القانون يوم التصويت في 11 يونيو. كان هناك بعض الخلافات مع أعضاء الائتلاف الثلاثي الحزبي الحاكم قبل هذا الإعلان حيال وجود العدد الكافي من الأصوات كي يتم اعتماد القانون.
عُقِدت جلسة الاستماع البرلمانية الأولى والتي اشتملت على عملية التصويت يوم 11 يونيو عام 2008، ووافق على مشروع القانون الذي من شأنه جعل الزواج محايداً في تصويت 84 صوتاً لصالحه مقابل تصويت 41 صوتاً ضده (84-41). وجاء هذا بعدما أقترحت الحكومة النرويجية يوم 14 مارس عام 2008 قانوناً جديداً للزواج يكفل للشلركاء من المثليين والمثليات نفس الحقوق التي يضمنها القانون النرويجي للأزواج المغايرين، واشتملت هذه الحقوق على حفلات الزفاف الدينية (بموافقة وإرادة الكنيسة) وحقوق التبني وعمليات الحمل بمساعدة طبية. عدَّل التشريع الجديد التعريف القانوني للزواج المدني ليجعله محايداً للجنس دون تمييز القانون بين الأفراد المتزوجين على أساس جنسهم. صوت غالبية أعضاء المجلس التشريعي الأعلى للبرلمان أو اللوغتينغت (بالنرويجية: Lagtinget) لصالح إقرار مشروع القانون بـ تصويت 23 صوتاً مؤيداً مقابل تصويت 17 صوتاً معارضاً (23-17)، ومن ثم منح ملك النرويج الموافقة الملكية للقانون وفقاً للقواعد والأعراف المتبعة في إقرار القوانين بالبلاد. ودخل القانون حيز التنفيذ في اليوم الأول من يناير عام 2009. هذا وقد ظلت الشراكات الموجودة أصلاً سارية المفعول قانونياً، ولكن تم التوقف عن تسجيل أي شراكات جديدة.
كان هناك قبل أن يتم إقرار قانون الزواج المحايد جنسياً، قانون أقدم منه للشراكات المسجلة المدنية (بالنرويجية: Partnerskapsloven) بدأ العمل فيه منذ عام 1993، ومنح هذا القانون كثيراً من حقوق الزواج للشركاء المثليين ولكن دون أن يُطلق عليه مصطلح «زواج». اعترفت الحكومة عام 1991 بالمساكنة غير المسجلة للشركاء المثليين، ومنح هذا الاعتراف القانوني على أثرِه مجموعة محدودة من الحقوق مثل اعتبار طرفي العلاقة في المرتبة التالية بعد الأنسباء في حال اتخاذ قرارات طبية أو في حالات الإجراءات المدنية المطالبة بالتعويضات من الطرف المسؤول عن موت أحد طرفي العلاقة فحينها يحق للشريك الآخر الحصول على تعويض.
صوَّت المجلس الوطني التابع لكنيسة النرويج عام 2014 ضد مقترح كان من شأنه أن يسمحَ بعقدِ الزيجات المثلية في كنائسها.
ولكن، صوَّتت كنيسة النرويج عام 2015 لصالح سماح عقد الزيجات المثلية في كنائسها. ووقد صُودِق على القرار في المؤتمر السنوي للكنيسة يوم 11 أبريل عام 2016.

## التبني وتنظيم الأسرة
يسمح القانون النرويجي لكل من المتزوجين والشركاء الملتزمين بعلاقات جدية مثلية بالتبني. وقد سمح القانون بتبني أحد الشريكين للطفل البيولوجي للشريك الآخر منذ عام 2002. ضمن القانون كافة حقوق التبني للشركاء المثليين عام 2009. كما أن التلقيح الاصطناعي متاح للشركاء من المثليات.
وعملاً بقانون الزواج المحايد جنسياً والذي مكَّن المثليين من الزواج في البلاد، فإنه عندما تتزوج امرأة من امرأة أخرى أو تكون مرتبطة مع شريكتها بعلاقة مثلية مستقرة تشاركية السكن قانونياً فحينها تحصل المرأة الأخرى على جميع الحقوق والواجبات المترتبة على الأهل عندما تصبح حاملاً بطفل عبر الإلقاح الاصطناعي اعتباراً من لحظة الحمل.
لا يمكن تأجير الأرحام التجاري للأزواج المثليين من الذكور، وهو محظور وغير قانوني لجميع الأزواج بغض النظر عن التوجه الجنسي.

## الهوية الجندرية والتعبير
أعلنت الحكومة بتاريخ 18 مارس عام 2016 عن طرح مشروع قانون يسمح بتغيير الجنس القانوني للأفراد دون اشتراط إجراء أي شكل من أشكال التقييم النفسي أو إجراء تشخيص طبي لاضطراب الهوية الجندرية أو أي نوع آخر من المداخلات الطبية، وذلك شريطةَ أن يبلغ المتقدم ما لا يقل عن ستة عشر عاماً. ويستطيع القاصرين أيضاً ممن تتراوح أعمارهم بين 6 حتى 16 عاماً تغيير جنسهم القانوني بموافقة الولي. وافق البرلمان على مشروع القانون يوم 6 يونيو بغالبية 79 صوتاً لصالحه مقابل 13 صوتاً ضده (79-13). صدر القانون رسمياً يوم 17 يونيو ودخل حيز التنفيذ يوم 1 يوليو 2016. بلغ عدد المتقدمين لتغيير جنسهم القانوني بعد انقضاء شهر على دخول القانون حيز التنفيذ 190 شخصاً.

## الحماية من التمييز وقوانين جرائم الكراهية

خريطة النرويج مع علم فخر المثليين

أصبحت النرويج عام 1981 أول بلد في العالم يسنّ قانوناً يمنع التمييز بحق المثليات والمثليين ومزدوجي التوجه الجنسي والمتحولين جنسياً بعدما خضعت الفقرة رقم 349 البند (a) من قانون العقوبات للتعديل، ليحظرَ بذلك التمييز على أساس التوجه الجنسي للفرد في مجالات توفير السلع والخدمات وحضور التجمعات العامة. وعُدِلت الفقرة رقم 135 البند (a) من قانون العقوبات خلال نفس العام لتحظرَ أيضاً خطاب الكراهية الموَّجه نحو الأقليات الجنسية. وحظرت النرويج منذ 1998 التمييز القائم على أساس التوجه الجنسي في التوظيف. ولدى النرويج قانون يحظر صراحةً التمييز على أساس الهوية الجندرية والتعبير منذ عام 2013. كما تعد النرويج من البلدان القليلة في العالم التي تُقدم حمايات خاصة بالأشخاص ثنائيي الجنس (الأشخاص الذين يولدون بأعضاء جنسية أنثوية وذكرية في الآن ذاته) ويرد ذكر هذا الجانب صراحةً في قانون البلاد لمناهضة التمييز.

## علاج التحويل

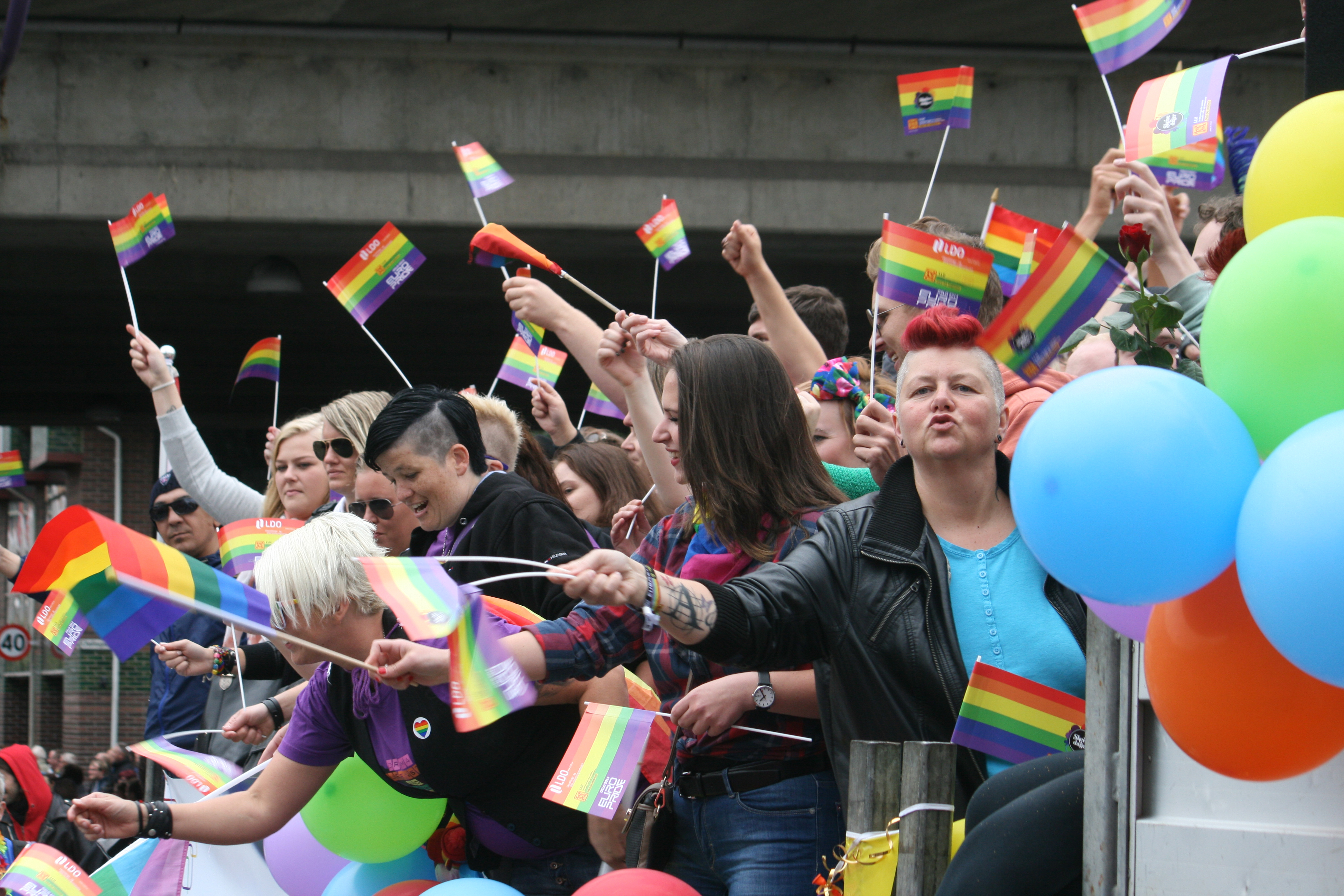
عُقِد يوروبرايد في أوسلو عام 2014.

صوتت رابطة الطب النفسي النرويجية عام 2000 بالغالبية الساحقة من أعضائها على اتخاذ التصريح الآتي بصورة رسمية بوصفه الموقف العلمي الأكاديمي للرابطة: «المثلية الجنسية ليست اضطراباً أو مرضاً وعليه فلا يمكن أن تُخضَعْ للعلاجِ. يجب على 'علاجٍ ما' يهدفُ فقط لتغييرِ التوجهِ الجنسيّ من المثلي جنسياً إلى المغاير جنسياً أن يُعتبرَ ممارسةً مخالفةً أخلاقياً ولا ينبغي أن يكون لها مكان في النظامِ الصحي».

## التبرع بالدم
أعلنت المديرية النرويجية للصحة والشؤون الاجتماعية في شهر يونيو من عام 2016 عن نيتها تغيير وضع القانون الذي يحظر الرجال المثليين ومزدوجي التوجه الجنسي من التبرع بالدم، وستقر المديرية عوضاً عنه فترة تأجيل مدتها سنة واحدة قبل عملية التبرع.
طُبِق نظام التأجيل الجديد لسنة واحدة بتاريخ 1 يونيو عام 2017، مما سمح للرجال المثليين ومزدوجي التوجه الجنسي التبرع بالدم في النرويج مثل النظام المعمول به في معظم بلدان منطقة أوروبا الغربية.

### العلاج الوقائي الاحترازي المسبق
أعلن وزير الصحة وخدمات العناية النرويجي بينت هويه خلال شهر أكتوبر من عام 2016 عن تقديم سبل العلاج الوقائي الاحترازي المسبق للوقاية من فيروس العوز المناعي البشري مجاناً كجزء من خدمات الصحة الوطنية في البلاد. وبذلك أصبحت النرويج أول بلد في العالم يُقدم هذا النوع من الخدمات الصحية مجاناً.

## الخدمة العسكرية
يستطيع الأشخاص من المثليين والمثليات ومزدوجي التوجه الجنسي الخدمة علناً في القوات المسلحة، حيث كفِلَ القانون النرويجي كامل أشكال الحماية من التمييز للأقليات الجنسية منذ عام 1979. كما يمكن للأشخاص المتحولين جنسياً الخدمة علناً في القوات المسلحة أيضاً.

## ظروف الحياة
تعد النرويج من أكثر البلدان المتقدمة اجتماعياً والصديقة لمجتمع للمثليين. يمكن العثور على المجتمع الأكثر انفتاحاً وشمولية في العاصمة أوسلو حيث تجري العديد من الفعاليات والوجهات الصديقة للمثليين ومنها كأس رابولدر الرياضي ومهرجان فخر أوسلو. كما تُقام العديد من الفعاليات في المدن الأخرى مثل فخر التزلج الإسكندنافي في همسيدال وأسبوع المثليين في تروندهايم وسباق بارودي للجائزة الكبرى في برغن.
نقلت وسائل إعلام خلال عام 2015 عن دعوات لنقل محطة لسيارات الأجرة من قرب مدخل أقدم حانة للمثليين في أوسلو إلى مكانٍ آخر، وذلك بعدما أدعى عدة مثليين من خلفيات مهاجرة مسلمة بقيام سيارة أجرة بالتقاط صور لهم وهم يدخلون الحانة ووزعِت هذه الصور لاحقاً للتشهير بهم بين الأوساط المسلمة المتشددة والمعادية للمثليين.
ألقى الملك هارلد الخامس خطاباً متقداً يوم 1 سبتمبر عام 2016 دفاعاً عن حقوق المثليات والمثليين ومزدوجي التوجه الجنسي والمتحولين جنسياً. وقد حصل خطابه بحلول يوم 7 سبتمبر على حوالي 80,000 إعجاب على فيسبوك وشوهِد أكثر من ثلاثة ملايين مرة:

## الرأي العام
خلُصت خمسة استطلاعات رأي مختلفة أجرتها عدة وكالات إحصائية من أبرزها غالوب ويوجوف إلى دعم غالبية الشعب النرويجي لإقرار قوانين زواج محايدة جنسياً حيث ازدادت نسب الدعم على النحو الآتي: 2003 (نسبة 61%)، 2005 (نسبة 63%)، 2007 (نسبة 66%)، 2008 (نسبة 58%)، 2012 (نسبة 70%)، 2013 نسبة (78%).
نشرت بلانيت روميو وهي شبكة تواصل اجتماعية خاصة بالمثليين في شهر مايو 2015 أول مؤشرات السعادة للمثليين الخاصة بها، حيث تم سؤال رجال مثليين من أكثر من 120 بلداً حول شعورهم إزاء نظرة المجتمع من حولهم للمثلية الجنسية وكيف يواجهون الطريقة التي يعاملهم بها الأشخاص الآخرين ومدى رضاهم بحياتهم. وأظهرت النتائج احتلال النرويج المرتبة الثانية عالمياً بعد آيسلندا مع نتيجة بلغت 77 على مؤشر السعادة.

## ملخص
| قانونية النشاط الجنسي المثلي                                                                  | (منذ عام 1972)                                                   |
| المساواة في السن القانوني للنشاط الجنسي                                                       | (منذ عام 1972)                                                   |
| قوانين مكافحة التمييز في التوظيف                                                              | (منذ عام 1998)                                                   |
| قوانين مكافحة التمييز في توفير السلع والخدمات                                                 | (منذ عام 1981)                                                   |
| قوانين مكافحة التمييز في جميع المجالات الأخرى (تتضمن التمييز غير المباشر، خطاب الكراهية)      | (منذ عام 1981)                                                   |
| قوانين مكافحة أشكال التمييز المعنية بالهوية الجندرية                                          | (منذ عام 2013)                                                   |
| زواج المثليين                                                                                 | (منذ عام 2009)                                                   |
| الاعتراف القانوني بالعلاقات المثلية                                                           | (منذ عام 1993)                                                   |
| تبني أحد الشريكين للطفل البيولوجي للشريك الآخر                                                | (منذ عام 2002)                                                   |
| التبني المشترك للأزواج المثليين                                                               | (منذ عام 2009)                                                   |
| يسمح للمثليين والمثليات ومزدوجي التوجه الجنسي والمتحولين جنسيا بالخدمة علناً في القوات المسلحة | (منذ عام 1979)                                                   |
| الحق بتغيير الجنس القانوني                                                                    | (منذ عام 2016)                                                   |
| علاج التحويل محظور على القاصرين                                                               | No                                                               |
| الحصول على أطفال أنابيب للمثليات والأمومة التلقائية للطفل بعد الولادة                         | (منذ عام 2009)                                                   |
| تأجير الأرحام التجاري للأزواج المثليين من الذكور                                              | (محظور على جميع الأزواج بغض النظر عن التوجه الجنسي)              |
| السماح للرجال الذين مارسوا الجنس الشرجي بالتبرع بالدم                                         | / (منذ عام 2017: فترة تأجيلية بعد سنة واحدة من عدم ممارسة الجنس) |